# تيدة (سيدي سالم)
قرية تيدة هي إحدى القرى التابعة لمركز سيدي سالم في محافظة كفر الشيخ في جمهورية مصر العربية. حسب إحصاءات سنة 2006، بلغ إجمالي السكان في تيدة 3382 نسمة، منهم 1640 رجل و1742 امرأة.

## التاريخ
قرية تيدة من القرى القديمة، واسمها الأصلي وقت الفتح الإسلامي لمصر توات (بالإنجليزية: Toit)‏، وقد وردت باسم تيدا في أعمال الغربية ضمن قرى الروك الصلاحي التي أحصاها ابن مماتي في كتاب قوانين الدواوين، كما وردت باسم تيده في أعمال الغربية ضمن قرى الروك الناصري التي أحصاها ابن الجيعان في كتاب «التحفة السنية بأسماء البلاد المصرية». وفي العصر العثماني كان اسمها في تربيع سنة 933هـ/1527م الذي أجراه الوالي العثماني سليمان باشا الخادم في عصر السلطان العثماني سليمان القانوني تيده ضمن قرى ولاية الغربية، وفي تاريخ 1228هـ/1813م الذي عدّ قرى مصر بعد المسح الذي قام به محمد علي باشا باسم تيدة ضمن قرى مديرية الغربية.